# Deutsches Stadion (Berlin)
Das Deutsche Stadion war eine Sportstätte im heutigen Berliner Ortsteil Westend des Bezirks Charlottenburg-Wilmersdorf im nördlichen Grunewald westlich der damals noch eigenständigen Stadt Charlottenburg. Es wurde am 8. Juni 1913 gleichzeitig mit dem 25-jährigen Thronjubiläum Kaiser Wilhelms II. eingeweiht. Seit der Bildung von Groß-Berlin im Jahr 1920 lag es im damaligen Berliner Bezirk Charlottenburg. Entworfen wurde es von Otto March, der während der nur 200-tägigen Bauzeit des Stadions verstarb, als zentrale Anlage für die nach Berlin vergebenen Olympischen Sommerspiele 1916, die wegen des Ersten Weltkriegs nicht stattfanden. Für den Bau des Berliner Olympiastadions an gleicher Stelle wurde das Deutsche Stadion 1934 abgerissen.

## Lage und Ausstattung
Das Stadion befand sich an der Stelle des heutigen Berliner Olympiastadions. Es war im Inneren einer Pferderennbahn, der 1909 eröffneten Rennbahn Grunewald, versenkt angelegt und nur durch einen Tunnel erreichbar. Neben dem Fußballfeld besaß die Sportstätte eine 600 Meter lange Laufbahn, eingeschlossen von einer 666 Meter langen Radrennbahn. An der Nordseite der Tribünen war außerdem parallel zum Fußballfeld ein 100 Meter langes Schwimmbecken mit nach hinten versetzten Zuschauerrängen gebaut worden, sodass das Stadion ein integriertes Schwimmstadion besaß. Nach seiner Fertigstellung verfügte das Hauptstadion über 11.500 Sitz- und 18.500 Stehplätze. Im Schwimmstadion fanden noch weitere 3.000 Zuschauer Platz, sodass die offizielle Kapazität 33.000 Zuschauer betrug. Der Zuschauerbereich war über einen Tunnel ausgehend vom Haupteingang an der Stadionallee, der heutigen Jesse-Owens-Allee, zu erreichen. Dieser wurde durch einen Ehrenhof unterbrochen, der zu Ehren des während des Baus verstorbenen Architekten den Namen Marchhof erhielt.

Plan des Stadions, 1908

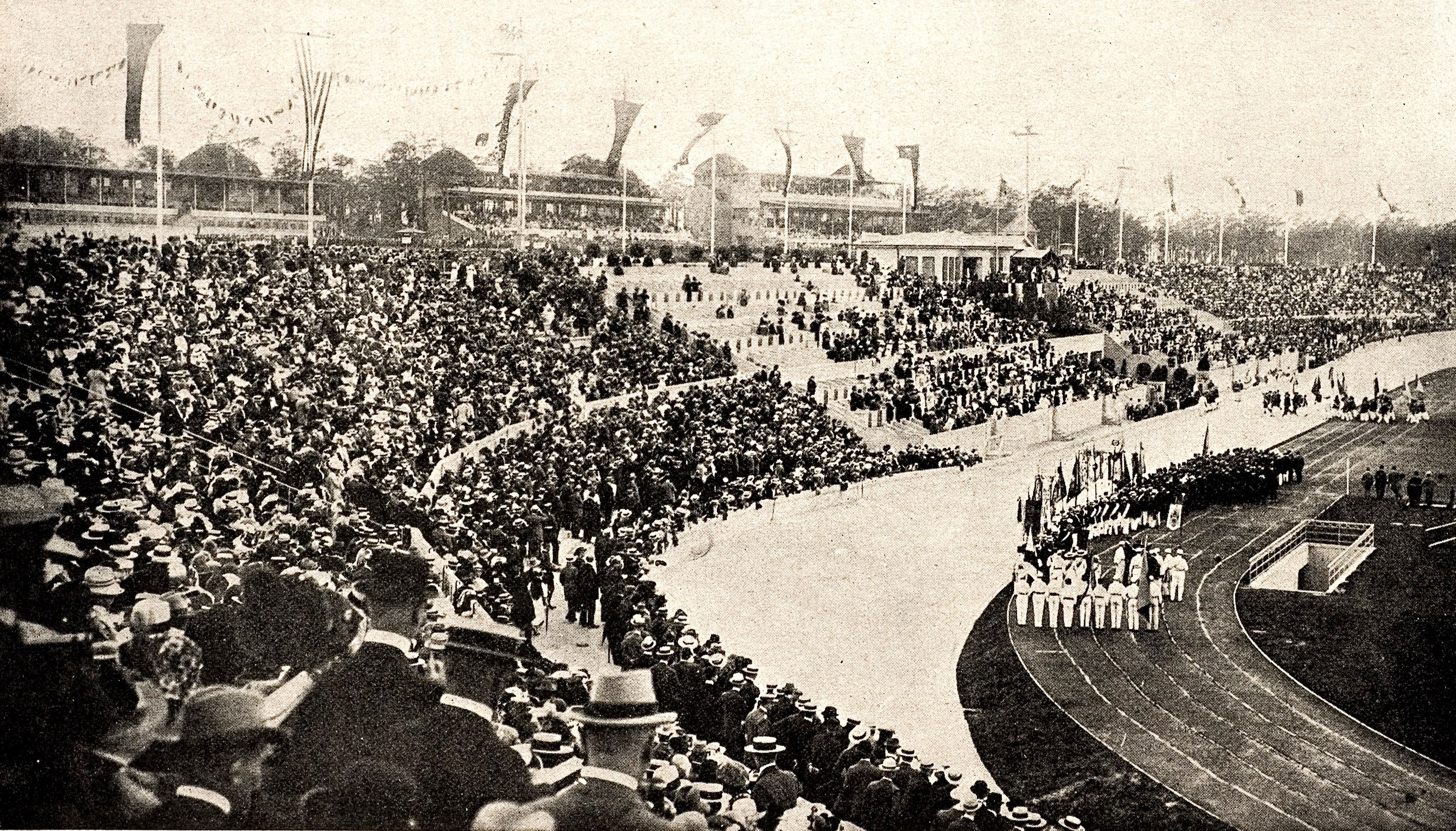
Stadionweihe, 1913

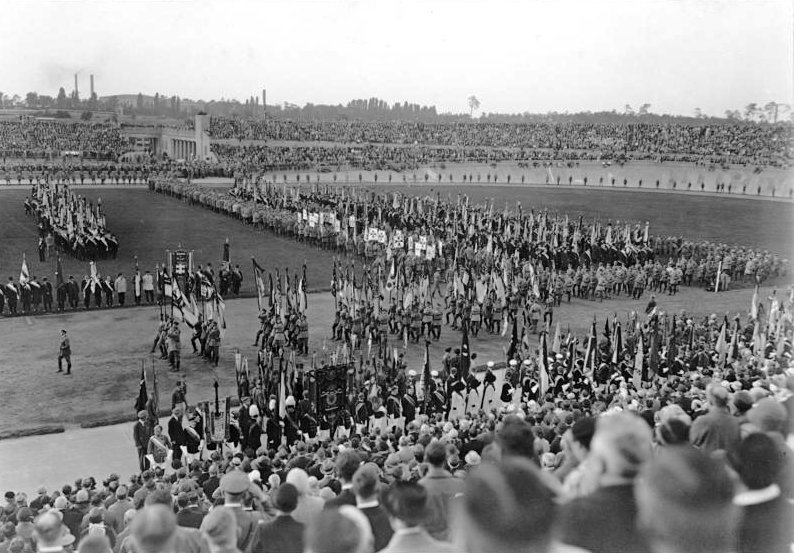
Das Stadion 1929 zur Feier „10 Jahre Versailles“ mit dem Schwimmstadion im Hintergrund

Die Schwimmbahntribüne wurde von zahlreichen Skulpturen eingerahmt, die noch kurzfristig unter der Leitung von Graf Adalbert von Francken-Sierstorpff erstellt wurden. Wegen der kurzen Bauzeit wurden die Skulpturen in Stuck gefertigt, einer Mischung aus Gips und Zementguss. Ein späterer Bronzeguss der Skulpturen war geplant, fand aber nie statt. Zentral über der Schwimmbahntribüne thronte die Siegesgöttin Victoria von Ludwig Cauer auf einer hohen Säule. Die auf dem Sockel darunter platzierte Neptungruppe stammte von Walter Schmarje. Eingerahmt wurde die Schwimmbahntribüne von zwei Reiterstandbildern von Ludwig Vordermayer und von Hermann Fuchs. Hinter der Schwimmbahntribüne waren sechs Sportlerskulpturen aufgestellt: Ringer von Walter Schmarje, Gürtelbinder von Sascha Schneider, Schwimmer von August Kraus, Leichtathlet von Georg Kolbe, Athlet und der Sandalenbinder, beide von Ludwig Cauer. Die stark erodierten Skulpturen wurden im Sommer 1927 entfernt.

## Geschichte

### Planung und Bau
Bereits 1907 wurde das Gelände vom Union-Klub – dem damals führenden Verein für den Pferdesport – gepachtet, um dort eine Pferderennbahn zu errichten. Gleichzeitig suchte der Deutsche Reichsausschuss für Olympische Spiele (DRAfOS) nach einem Gelände für ein Stadion zur Durchführung Olympischer Spiele und entschied sich für das Rennbahngelände. Zwei Jahre später wurde die nach Plänen Otto Marchs entworfene Grunewald-Rennbahn eröffnet. Bereits zu diesem Zeitpunkt befand sich eine 85.000 m² große ausgeschachtete Grube in der Mitte der Anlage für den Stadionbau, der sich wegen finanzieller Probleme jedoch verzögerte. Erst der Zuschlag am 4. Juli 1912 für Berlin als Austragungsort der Olympischen Sommerspiele 1916 ermöglichte den Stadionbau, mit dem ebenfalls Otto March beauftragt wurde. Man entschied sich für ein Erdstadion, um den Zuschauern der Rennbahn den Blick nicht zu verbauen. So beeinträchtigten lediglich die Kaiserloge und eine gegenüberliegende Säule den Blick über die Rennbahn. Nach 200 Tagen Bauzeit wurde der 2,2 Millionen Mark (kaufkraftbereinigt in heutiger Währung: rund 14,5 Millionen Euro) teure Bau fertiggestellt. Der Architekt selbst erlebte die Eröffnung nicht mehr, da er am 1. April 1913 verstarb. Das Stadion wurde am 8. Juni 1913 mit einer großen Stadionweihe eröffnet. Am selben Tag wurde auch erstmals der U-Bahn-Betrieb zum damaligen Bahnhof Stadion aufgenommen.

### Veranstaltungen im Stadion

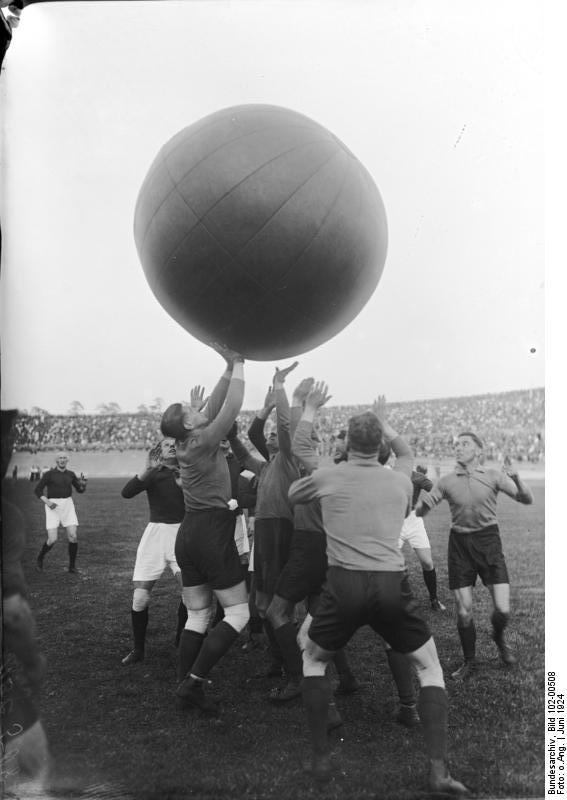
Auch Sportveranstaltungen mit eher unterhaltendem Charakter fanden im Deutschen Stadion statt

Doch das neue Stadion sollte keine olympischen Wettkämpfe erleben: Der 1914 ausgebrochene Erste Weltkrieg verhinderte die Spiele 1916, obwohl diese nie offiziell abgesagt wurden. Stattdessen wurde das Deutsche Stadion ab 1914 geschlossen und ab 1915 als Lazarett genutzt. Erst 1916 fanden wieder sportliche Wettkämpfe in Form von Kriegsmeisterschaften darin statt.
Nach dem Ende des Ersten Weltkriegs wurde das Stadion wieder für zivile Zwecke genutzt. So fanden insgesamt sechs Spiele der deutschen Fußballnationalmannschaft im Stadion statt. Das erste davon war gleichzeitig das erste Heimspiel der Mannschaft nach dem Krieg, bei dem am 24. Oktober 1920 Ungarn mit 1:0 geschlagen wurde. Es blieb das einzige siegreich beendete Spiel der deutschen Nationalmannschaft im Deutschen Stadion. Die Endspiele der deutschen Fußballmeisterschaft fanden 1922–1924 und 1927 im Deutschen Stadion statt. Den größten Zuschauerandrang erlebte das Stadion am 10. Juni 1923, als sich im Finale der Hamburger SV und der Berliner Verein SC Union Oberschöneweide gegenüberstanden. Rund 64.000 Zuschauer waren anwesend, als der HSV Union mit 3:0 Toren besiegte, nahezu doppelt so viele, wie offiziell kalkuliert. Dafür belegten die Zuschauer nicht nur die nicht zu steilen Bereiche der Radrennbahn, die Sockel des Figurenschmucks und sogar das Dach der ehemaligen Kaiserloge. Der finnische Ausnahmeläufer Paavo Nurmi holte sich beim traditionellen Stadionfest des SC Charlottenburg am 24. Mai 1926 den Weltrekord über die 3000-Meter-Strecke zurück, den er im Jahr zuvor verloren hatte.

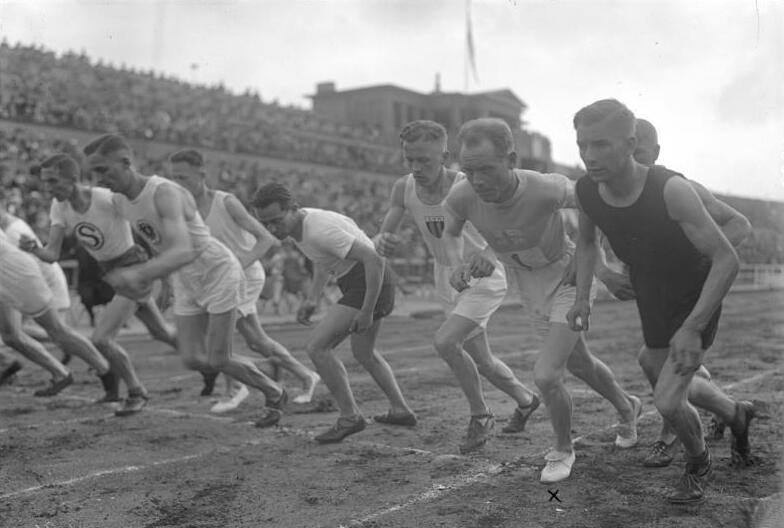
Paavo Nurmi am Start bei seinem Weltrekordlauf 1926, im Hintergrund die Kaiserloge
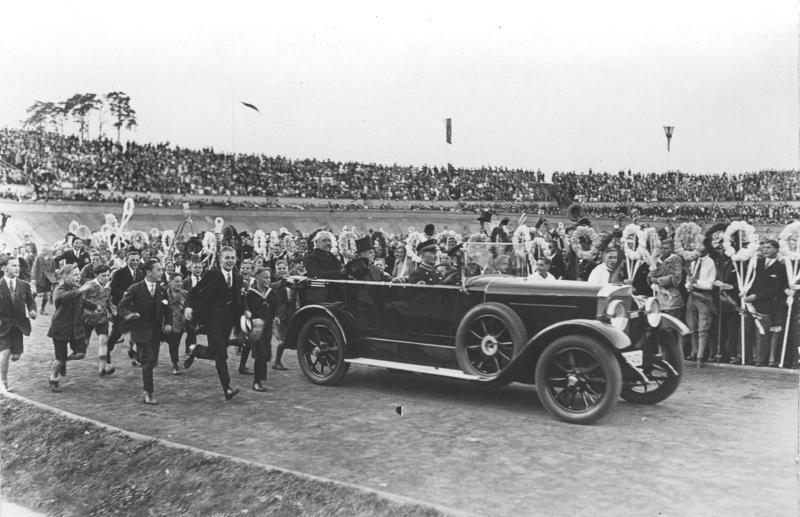
Hindenburg-Huldigung der deutschen Schuljugend am 2. Oktober 1927 im Deutschen Stadion
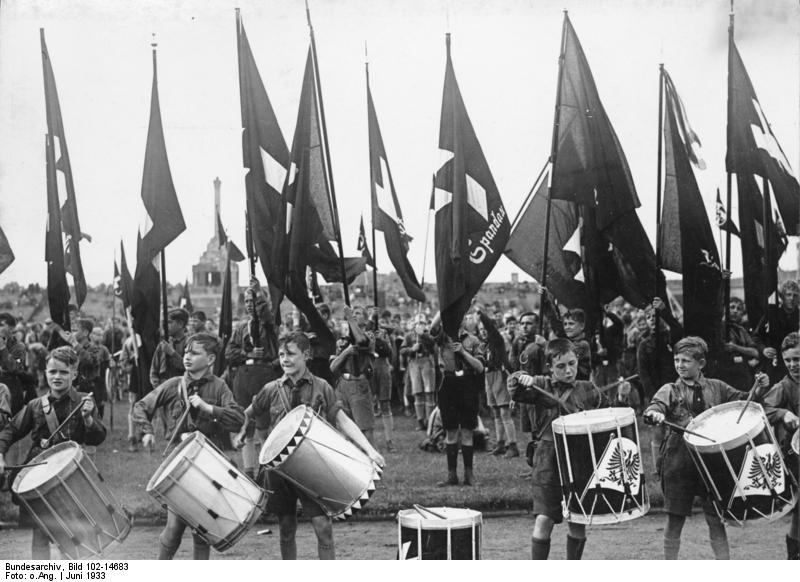
Veranstaltung der Hitlerjugend im Deutschen Stadion, 1933

Außer für Sportveranstaltungen wurde das Stadion für Großveranstaltungen anderer Art genutzt. So fanden die zentralen Feierlichkeiten zum 80. Geburtstag des Reichspräsidenten Paul von Hindenburg am 2. Oktober 1927 im Rahmen einer großen Huldigungsfeier hier statt. Am 27. Juni 1932 hatte Adolf Hitler einen großen Wahlkampfauftritt. Im Rahmen des zweiten Deutschlandfluges nutzte er die moderne Flugzeugtechnik, um täglich an mehreren Orten Deutschlands auftreten zu können.

### Deutsche Hochschule für Leibesübungen
Die neu gegründete Deutsche Hochschule für Leibesübungen fand 1920 ihre erste Unterkunft in den Räumlichkeiten unter der Schwimmbahntribüne des Deutschen Stadions. Ein erster eigener Bau für die Hochschule wurde 1921 hinter der Schwimmbahntribüne errichtet. Er war ebenso wie das Stadion teilweise versenkt angelegt. Ein kleiner Ergänzungsbau verband später den Hochschulbau direkt mit dem Stadion. Schließlich wurde ab 1926 nördlich der Rennbahn das Deutsche Sportforum errichtet, wodurch die Raumnot der schnell wachsenden Hochschule beseitigt wurde. Der Trainingsbetrieb fand jedoch weiterhin teilweise im Deutschen Stadion statt.

### Das Ende des Stadions
Für die Olympischen Sommerspiele 1936 in Berlin sollte das Stadion zunächst umgebaut werden. Die Schwimmbahn sollte von der Nordseite in die Kurve an der Ostseite verlegt werden und das Innere des Stadions unter Verzicht auf die Radrennbahn tiefer eingesenkt und verkleinert werden, um Spielfeld und Laufbahn auf gängige Maße zu bringen und zusätzliche Zuschauerplätze nahe am Sportfeld zu gewinnen. Nach der „Machtergreifung“ der Nationalsozialisten wurde auf Betreiben Hitlers das Deutsche Stadion 1934 abgerissen und durch das 1936 fertiggestellte Berliner Olympiastadion ersetzt.
Lediglich der genannte Zugangstunnel mit dem Marchhof sind vom Deutschen Stadion erhalten geblieben, ebenso wie die ehemals dort platzierte Plastik Jüngling mit der Siegerbinde von Paul Peterich, die heute im Sportmuseum Berlin im Haus des Deutschen Sports auf dem nahe gelegenen Gelände des Deutschen Sportforums ausgestellt ist. Beim Bau der Tiefgarage des Olympiastadions wurde 2001 eine Säulenreihe entdeckt, die die Eingänge zu den Umkleidekabinen auf der Westseite der Schwimmbahn bildete. Die Säulenreihe wurde 2009 auf der „Frauenwiese“ des Olympia-Schwimmstadions wiedererrichtet.

### Podbielski-Eiche

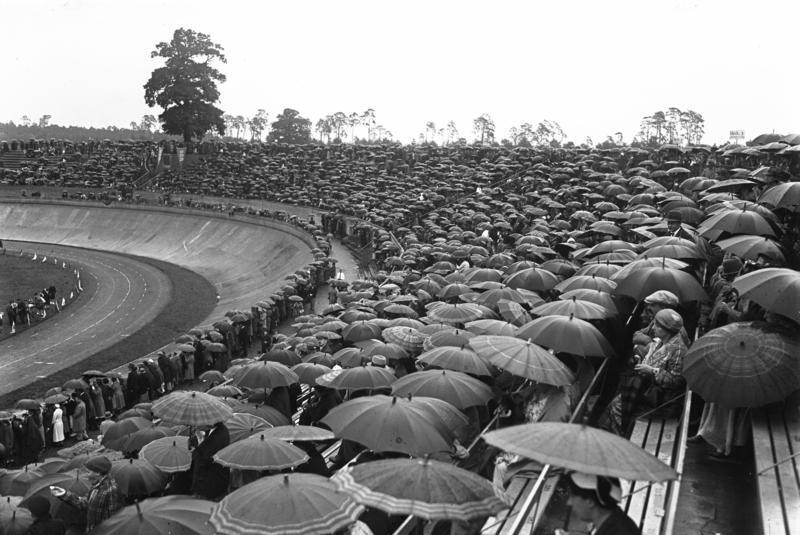
Regnerischer Tag im September 1932; links im Bild ist die Podbielski-Eiche

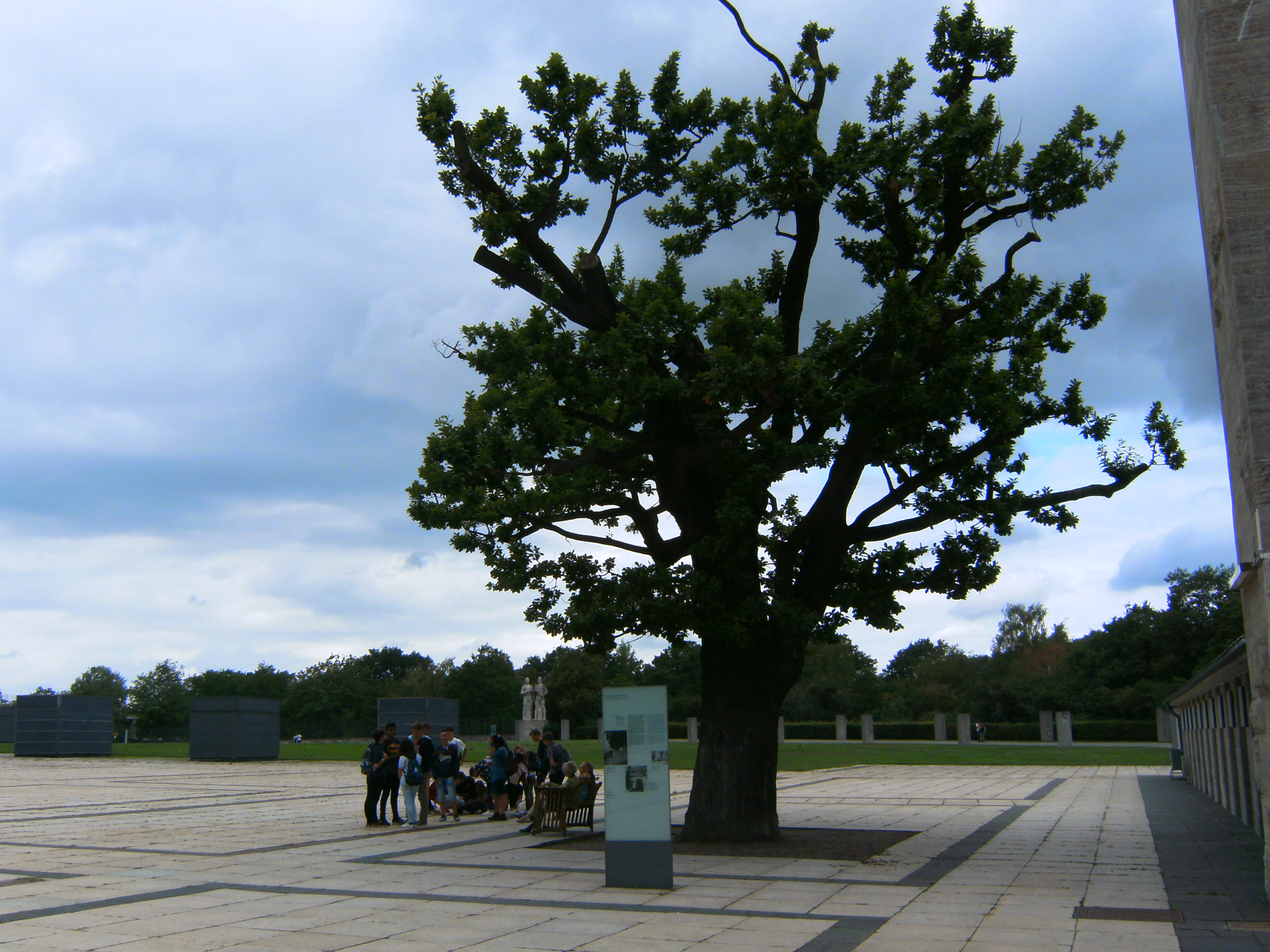
Neue Podbielski-Eiche, Nachfolgerin der ursprünglichen Eiche beim Eingang zum Olympiastadion

Nicht erhalten ist die Podbielski-Eiche, die am östlichen Scheitelpunkt der Tribünenanlage stand. Der Baum war deutlich älter als das Stadion, das ja auf ehemaligem Waldgelände errichtet wurde. Ihren Namen erhielt sie in Erinnerung an Victor von Podbielski, der ein einflussreicher und engagierter Förderer des Stadionbaus und der Olympiabewerbung für 1916 war. Eine Gedenktafel wurde am 70. Geburtstag Podbielskis am 26. Februar 1914 in seiner Anwesenheit am Sockel unterhalb der Eiche enthüllt.
Die Podbielski-Eiche fiel dem Bau des Olympiastadions zum Opfer. Eine alte Traubeneiche auf dem ehemaligen Rennbahngelände wurde zur neuen Podbielski-Eiche erklärt. Sie befindet sich am Osteingang des Olympiastadions hinter den Kassengebäuden und steht als Naturdenkmal unter besonderem Schutz. Die Podbielski-Gedenktafel findet man heute am Marathontor.

## Namensgebung
Neben dem offiziellen Namen Deutsches Stadion war nach der umschließenden Rennbahn Grunewald vor allem in der Presse auch der Name Grunewald-Stadion gebräuchlich.